# Tossal de Montperler
El Tossal de Montperler és una muntanya de 372 metres que es troba al municipi de Vilagrassa, a la comarca catalana de l'Urgell.